# Margot Hofman-Ruijters
M.T.P. (Margot) Hofman-Ruijters (26 juni 1944) is een Nederlands politicus van het CDA.
Zij werd in Vaals in 1977 politiek actief als lid van de Ondersteunings-Werknemers-fractie en enkele jaren later werd ze ook lid van de commissie Onderwijs. Van 1986 tot 1990 was ze in die gemeente wethouder en vanaf 1991 was ze lid van Provinciale Staten van Limburg waar ze in 1995 CDA-fractievoorzitter werd. Vanaf 2001 was Hofman-Ruijters enige tijd lid van het college van Gedeputeerde Staten van Limburg met milieu in haar portefeuille. In september 2003 volgde haar benoeming tot waarnemend burgemeester van de gemeente Heel die op 1 januari 2007 opging in de nieuwe gemeente Maasgouw. In maart 2009 werd ze waarnemend burgemeester van Maasbree welke gemeente op 1 januari 2010 opging in de nieuwe gemeente Peel en Maas.